# 抜戸岳
抜戸岳（ぬけどだけ）は、岐阜県高山市にある飛騨山脈南部の標高2,812.8 mの山。

## 概要
槍ヶ岳と双六岳を結ぶ主稜線上の樅沢岳から南西方向に笠ヶ岳に続く稜線の途中にあり、中部山岳国立公園内にある。ぎふ百山の一つである。山頂の東斜面に大きな崩壊地がありこれが「ぬけ」と呼ばれ、山名の由来となっている。

## 登山

### 登山ルート

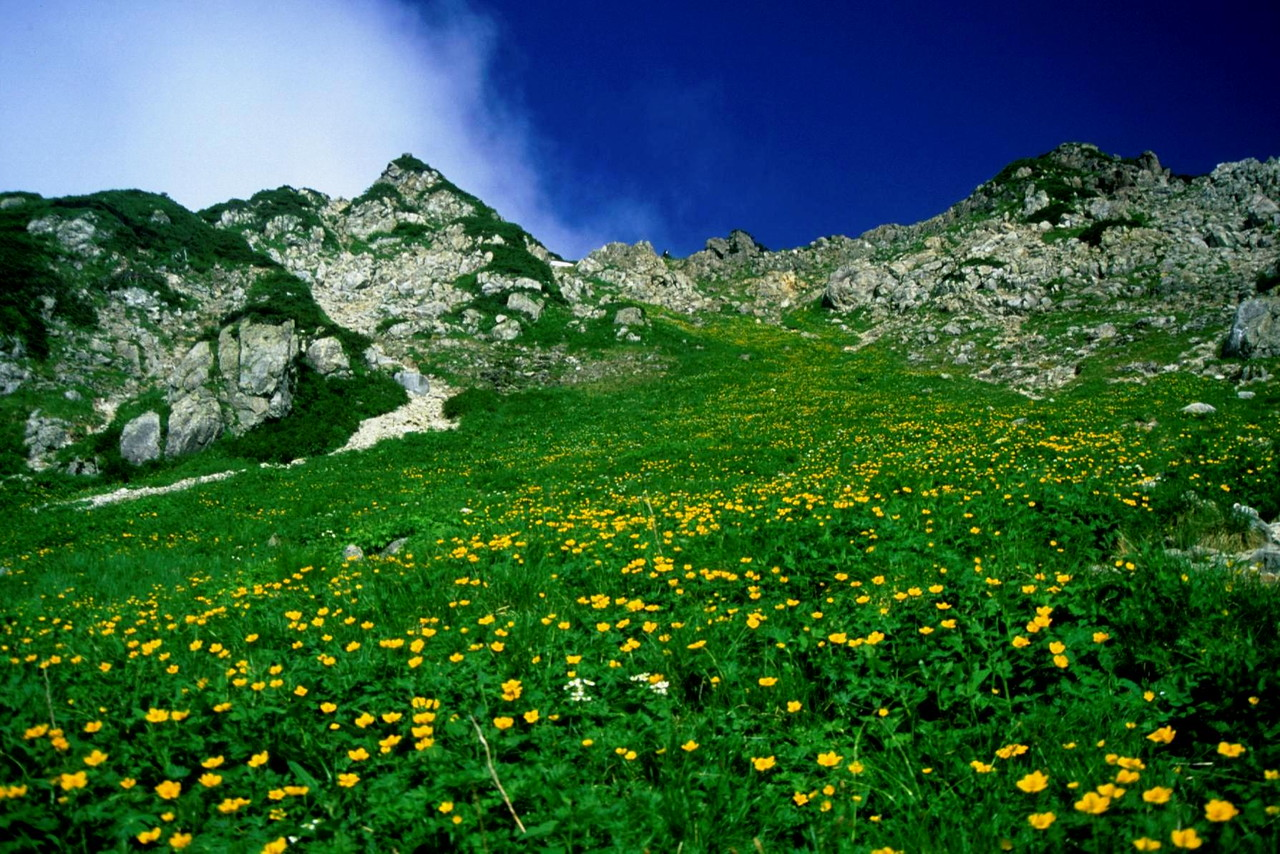
笠新道杓子平付近のシナノキンバイとハイマツ

新穂高温泉から笠ヶ岳登頂時に登られることがある（新穂高温泉 - 左俣林道 - 笠新道取付 - 杓子平 - 稜線合流点 - 抜戸岳）。山頂部は森林限界の高山帯のハイマツが点在する岩場で見晴らしが良く、北北西に黒部五郎岳、東側に槍ヶ岳から穂高岳へと連なる山並み、南西に笠ヶ岳などを望むことができる。杓子平からのルートは以前はカール状の谷部をトラバースするルートであったが、近年抜戸岳寄りの尾根のルートに変更された。主稜線の西側を登山道が巻き、分岐点から山頂の三等三角点（点名が「奥笠ケ岳」）へ至る枝道がある。笠ヶ岳から双六岳方面への縦走時にも登られることがある。またわさび平小屋を過ぎ、小池新道を鏡平山荘を経て登り詰めた弓折乗越から弓折岳に登り、稜線を笠ヶ岳に進み登頂することもできる。山頂の北側の「秩父平」と南西の「杓子平」はカール状の高山植物の群生地がある。

### 周辺の山小屋
周辺には複数の山小屋があり、登山シーズン中に営業されている。
| 画像 | 名称         | 所在地                  | 標高 (m) | 抜戸岳からの 方角と距離 (km) | 収容 人数 | キャンプ 指定地 | 備考       |
| ---- | ------------ | ----------------------- | -------- | ---------------------------- | --------- | --------------- | ---------- |
|      | 槍ヶ岳山荘   | 南側の山頂 直下の肩     | 3,060    | 東北東 6.5                   | 650       | テント 30張     |            |
|      | 双六小屋     | 双六岳と樅沢岳 との鞍部 | 2,550    | 北北東 5.2                   | 200       | テント 60張     | 裏銀座     |
|      | 鏡平山荘     | 小池新道 鏡平           | 2,290    | 北東 3.3                     | 100       | なし            | 周辺に鏡池 |
|      | 笠ヶ岳山荘   | 笠ヶ岳の 山頂直下       | 2,820    | 西南西 2.4                   | 100       | テント 25張     |            |
|      | わさび平小屋 | 左俣林道の わさび平     | 1,400    | 南東 2.6                     | 60        | テント 30張     | 入浴施設   |

## 地理

### 周辺の主な山

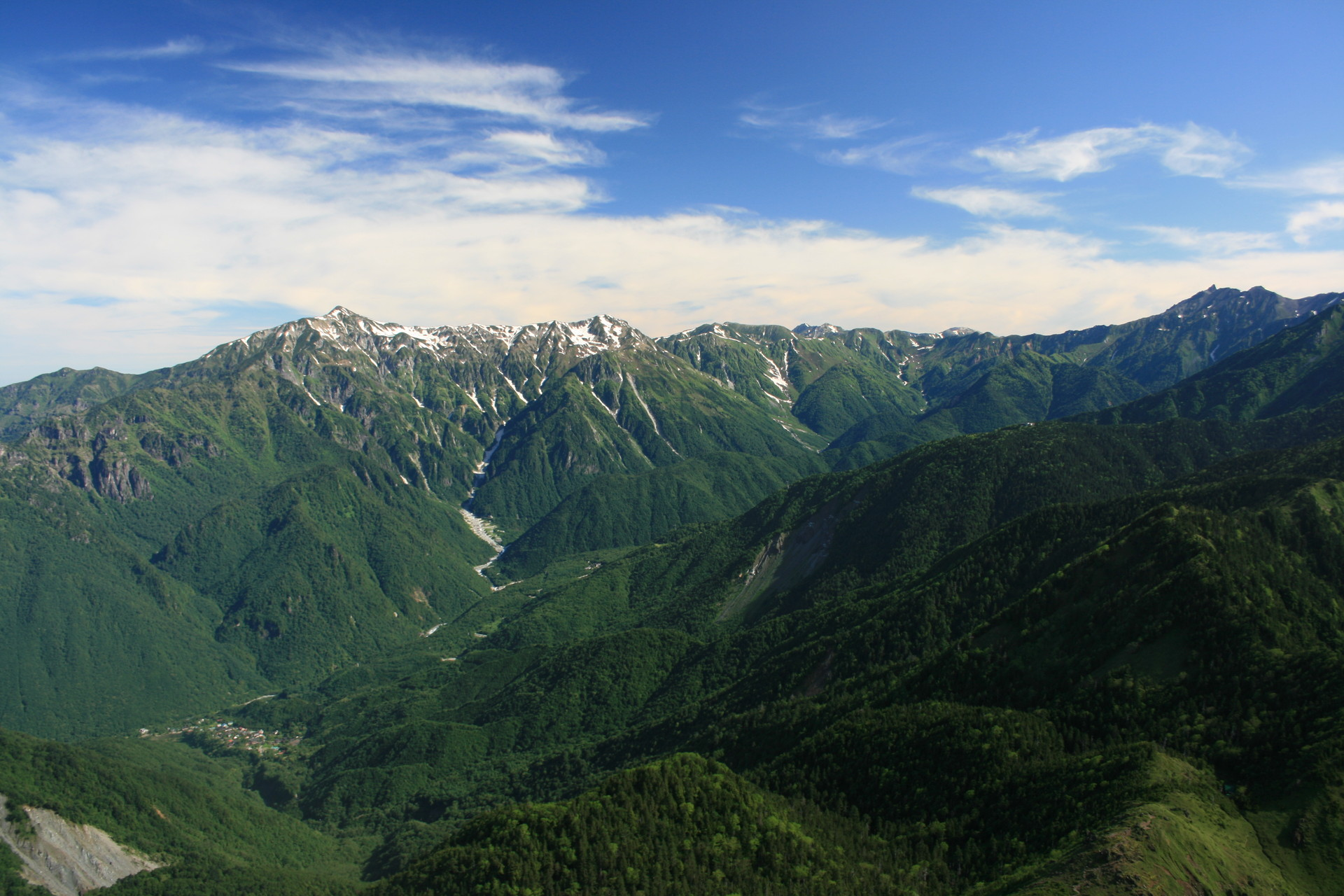
焼岳から望む抜戸岳周辺の山々、左側に笠ヶ岳、右奥に槍ヶ岳

飛騨山脈（北アルプス）南部の双六岳の主稜線から南に派生する尾根上にある。北側には大ノマ岳と弓折岳、南西には笠ヶ岳がありその中間付近に「抜戸岳」がある。北西及び南西に延びる尾根もある。北側800 mには「秩父岩」と呼ばれる岩場がある。
| 山容 | 山名   | 標高 (m) | 三角点等級 基準点名            | 抜戸岳からの 方角と距離 (km) | 備考                      |
| ---- | ------ | -------- | ------------------------------ | ---------------------------- | ------------------------- |
|      | 槍ヶ岳 | 3,180    |                                | 東北東 6.7                   | 日本百名山                |
|      | 双六岳 | 2,860.29 | 二等 「中俣岳」                | 北北東 5.0                   | 花の百名山 コバイケイソウ |
|      | 弓折岳 | 2,592    | （三等「中平」） （2,588.37m） | 北東 3.1                     | 花の百名山 ムシトリスミレ |
|      | 抜戸岳 | 2,812.80 | 三等 「奥笠ケ岳」              | 0                            | ぎふ百山                  |
|      | 奥丸山 | 2,439.46 | 三等 「犬公望」                | 東 4.0                       | 中崎尾根                  |
|      | 笠ヶ岳 | 2,897.48 | 二等 「笠ケ岳」                | 西南西 2.6                   | 日本百名山                |
|      | 穂高岳 | 3,190    |                                | 東南東 7.8                   | 日本百名山                |

### 源流の河川
以下の源流となる河川は高原川水系で日本海へ流れる。
- 下抜戸沢、奥抜戸沢、穴毛谷 - 蒲田川の支流、山頂の南1.7 kmには穴毛大滝がある。
- 打込谷 - 金木戸川の支流

### 交通・アクセス
- 濃飛バス新穂高温泉バス停の北4.9 kmに位置する。
- JR東海高山本線高山駅の北東35.7 kmに位置する。
- 岐阜県道475号槍ヶ岳公園線の新穂高温泉バス停付近から左俣林道が、わさび平小屋の先まで延びる。その途中に笠新道への取付がある[11]。

## 抜戸岳の風景と展望

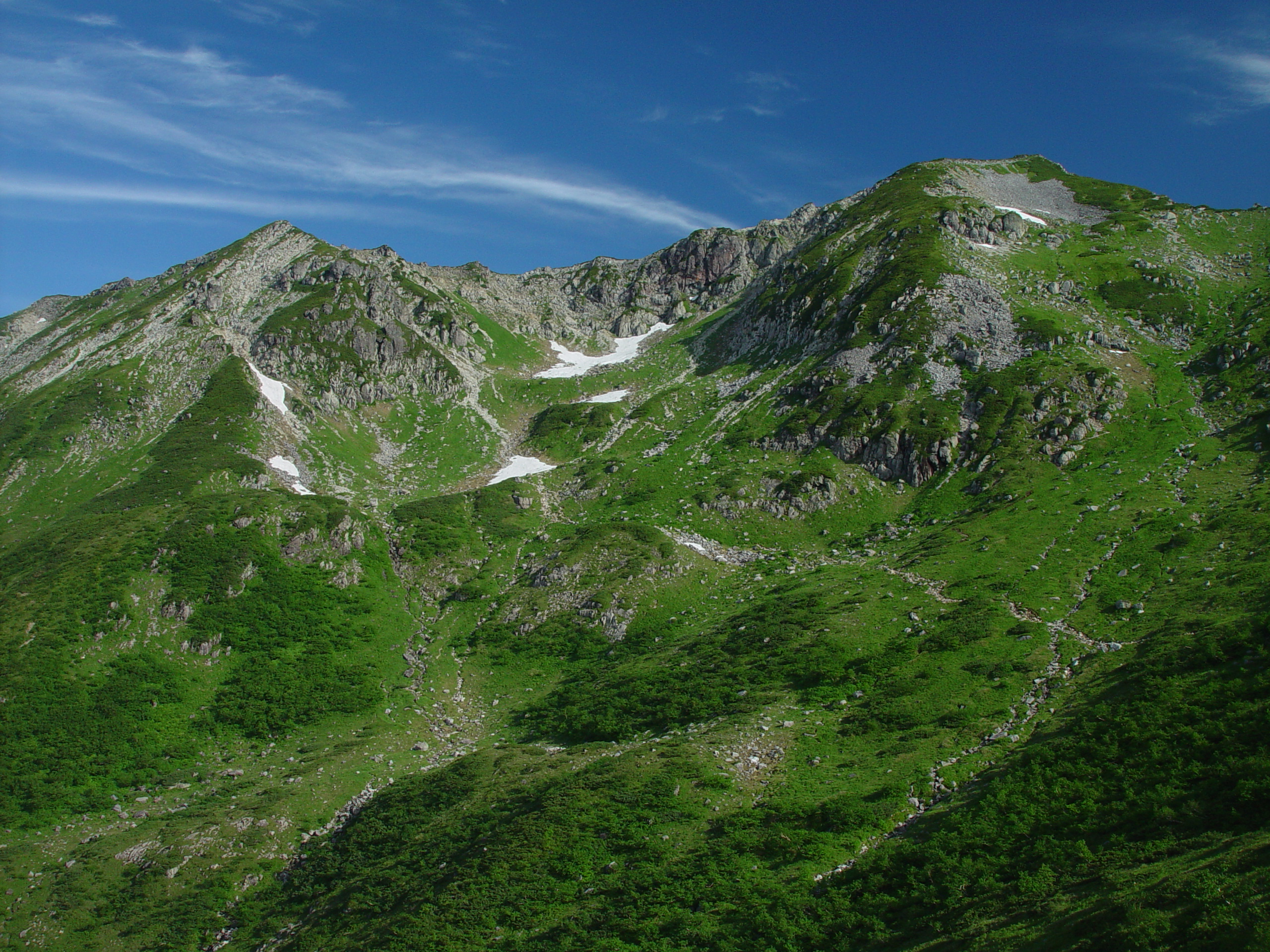
杓子平から望む抜戸岳
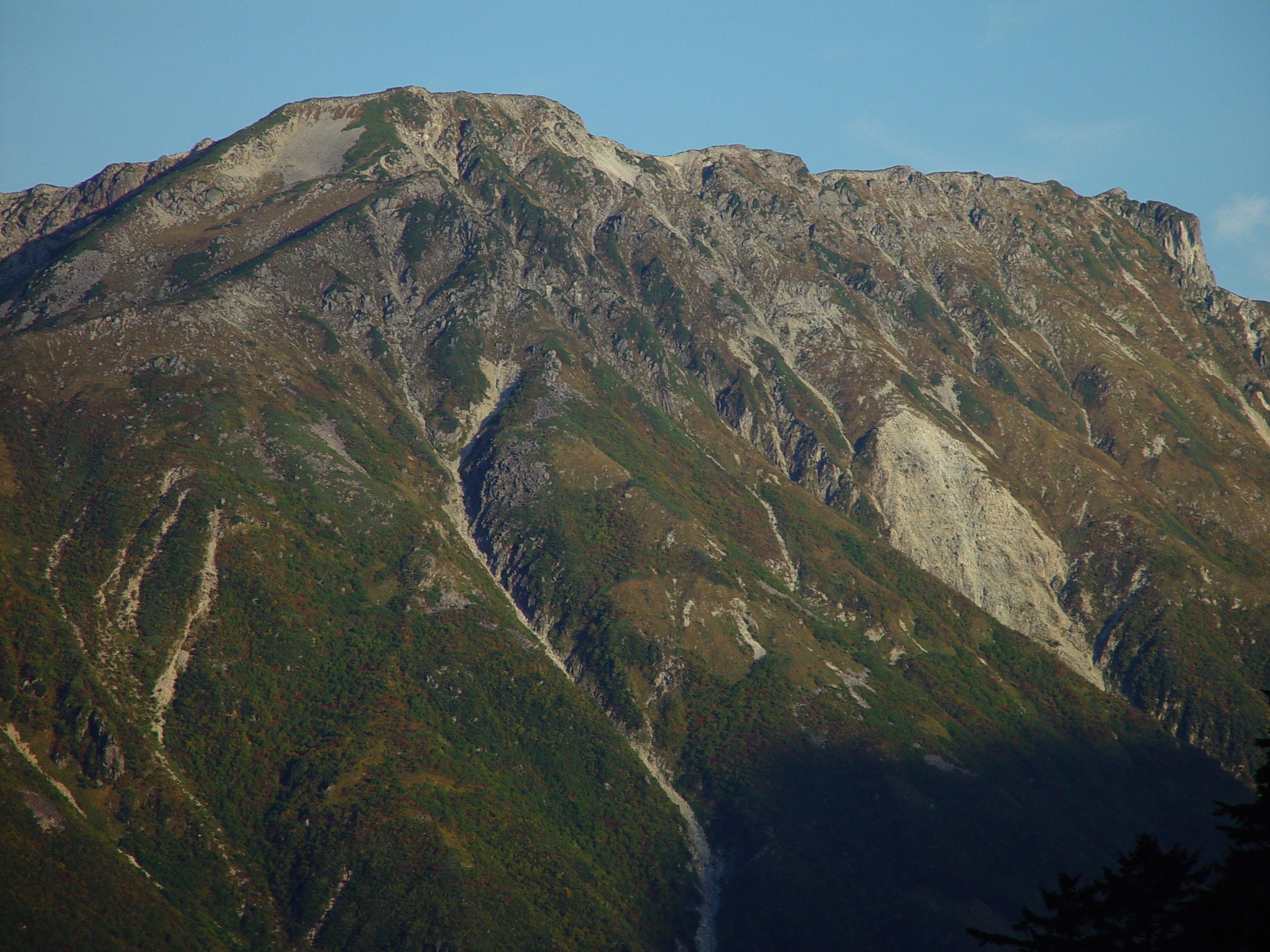
穂高岳方面の白出沢から望む紅葉時の抜戸岳
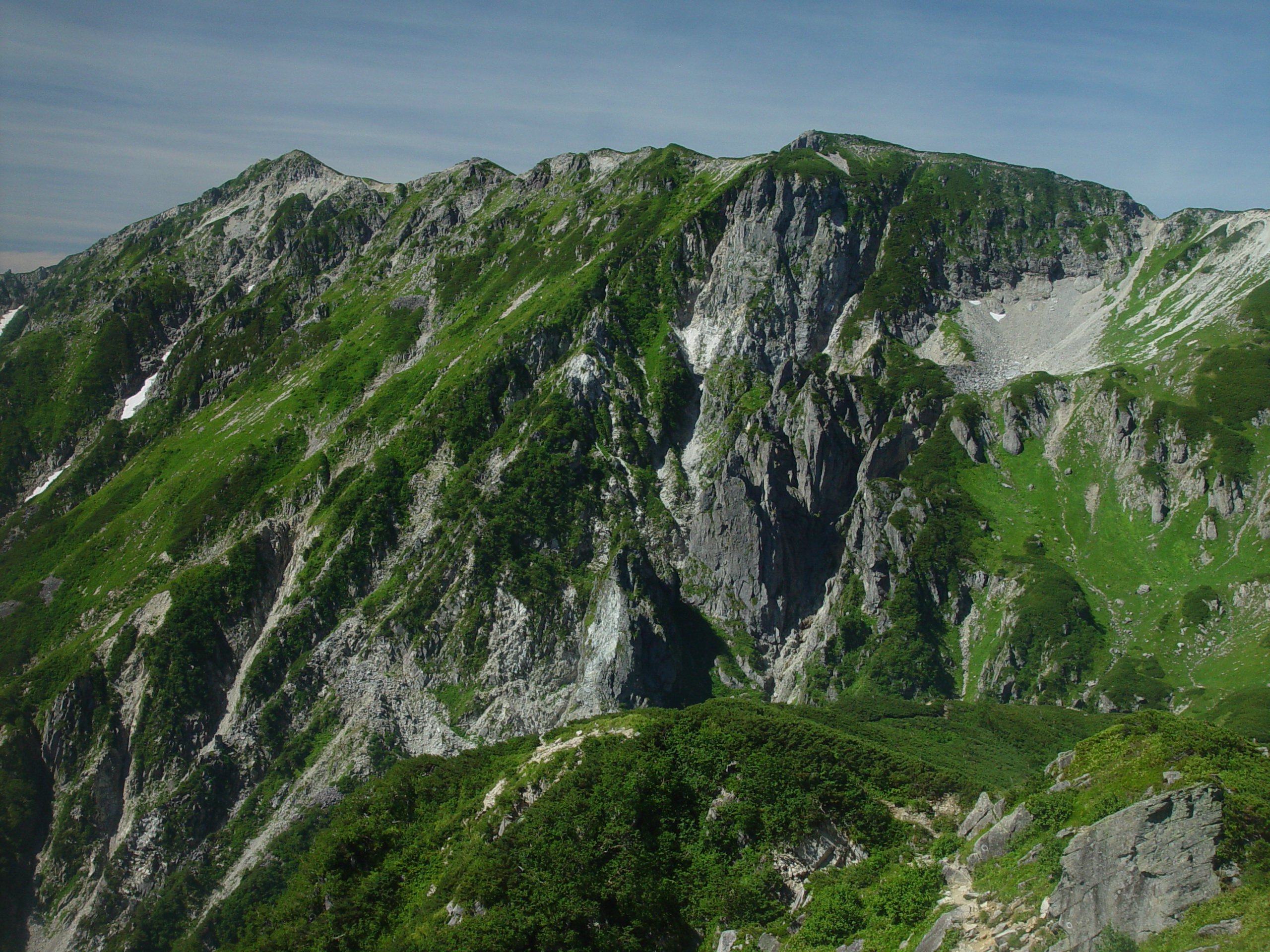
弓折岳方面から望む抜戸岳と笠ヶ岳
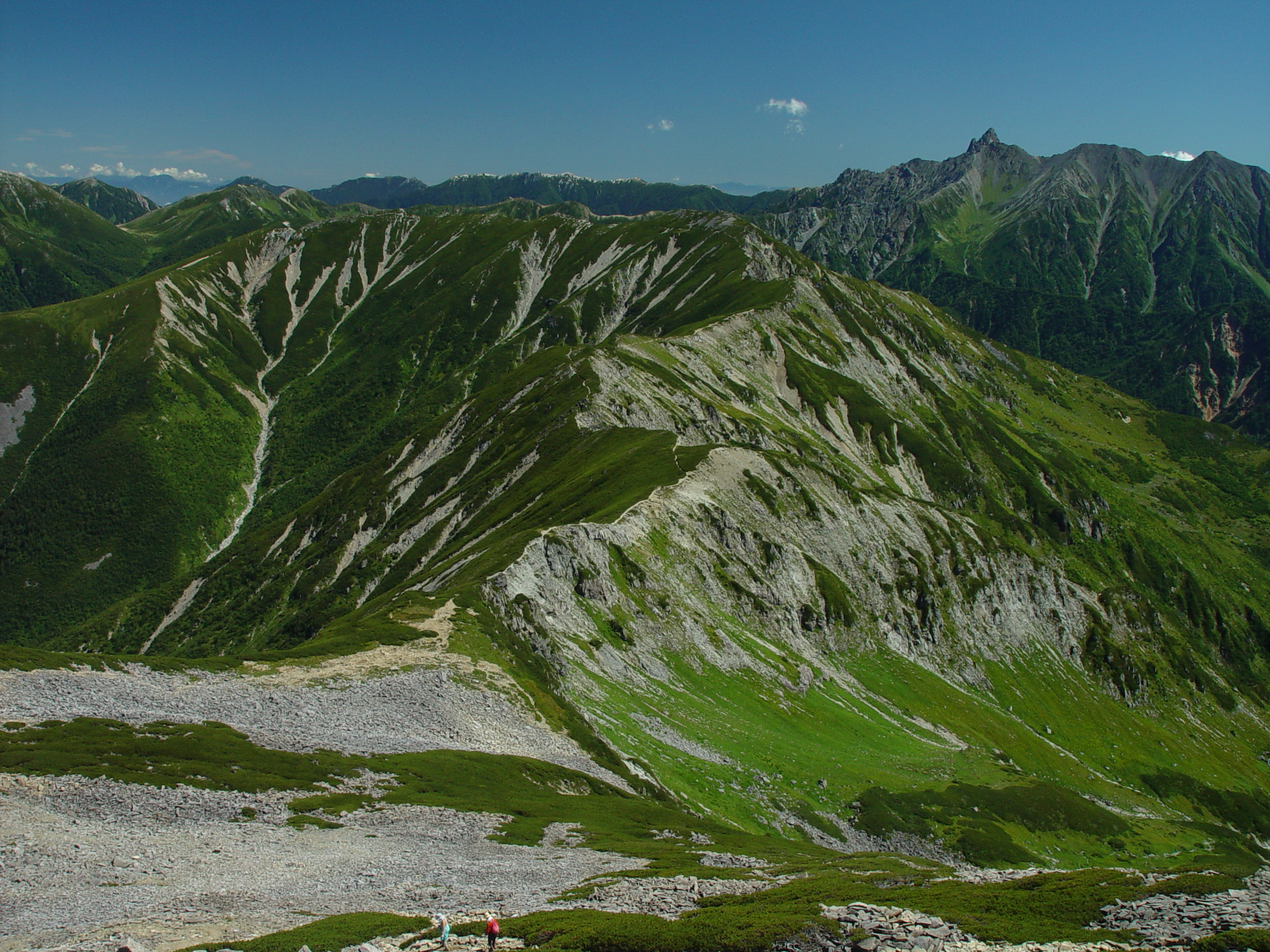
笠ヶ岳から望む抜戸岳、右奥に槍ヶ岳
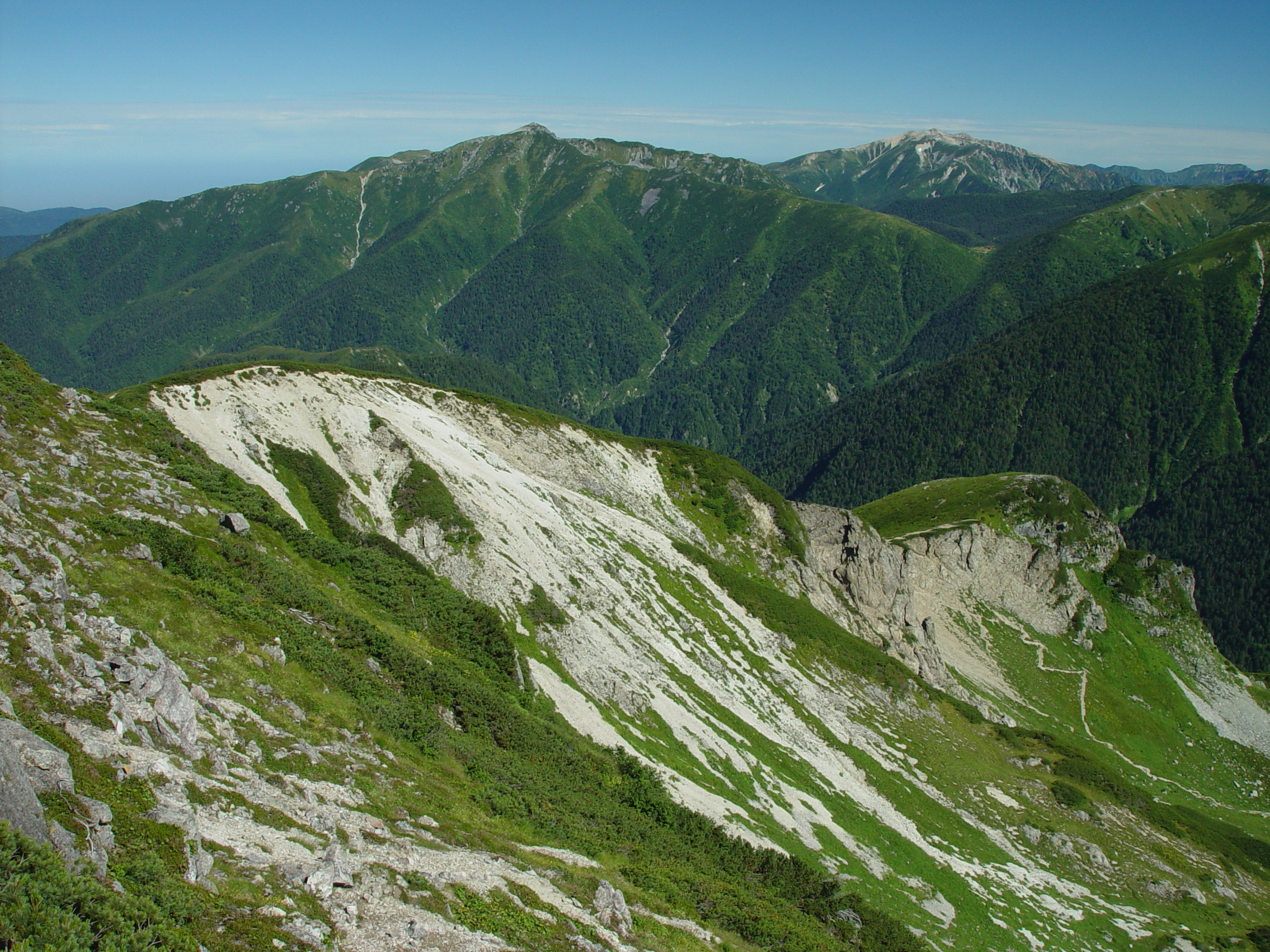
抜戸岳から望む黒部五郎岳と薬師岳